# Octone Records
A&M/Octone Records es un sello discográfico, ubicado en la ciudad de Nueva York, que trabaja en conjunto con Universal Music Group. El sello representa la fusión de Interscope-Geffen-A&M de A&M Records con Octone Records.
En septiembre de 2013, Octone inició sus derechos de compra/venta en la empresa conjunta, lo que dio como resultado que Interscope Geffen A&M comprara la participación del 50 % de Octone en A&M Octone, e Interscope absorbió y reestructuró su lista de artistas en 2014.

## Historia
Lanzado en 2000, Octone Records fue fundado por el CEO/Presidente James Diener y distribuido a través de Bertelsmann Music Group (conocido como Sony BMG desde 2004). Después de la exitosa firma, lanzamiento, marketing y promoción en Octone, a los artistas se les dio la opción de subir a RCA Music Group, a través de una empresa conjunta entre las dos compañías. Tras su lanzamiento, Diener y Octone Records también eran bien conocidos en la industria de la música por su modelo empresarial de financiación de capital privado.
En febrero de 2007, Interscope-Geffen-A&M se asoció con Octone Records para relanzar el sello A&M, encabezado por James Diener y llamado A&M/Octone Records con distribución mundial a cargo de la empresa matriz Universal Music Group. La lista existente de Octone se transfirió al sello A&M/Octone y todas las firmas de nuevos artistas se realizaron bajo la empresa conjunta A&M/Octone.

## Artistas
- Maroon 5
- Flyleaf
- K'naan
- Dropping Daylight
- Michael Tolcher
- Hollywood Undead
- Papertongues
- kat Graham